# Fiona Fairhurst
Fiona Fairhurst, nacida en 1972, diseñó el bañador Speedo Fastskin. 

## Biografía
La propia Fairhurst fue nadadora de competición hasta los 16 años y esto le proporcionó cierto contexto dentro de la industria de la natación. Fairhurst estudió una maestría en tecnología textil en la Universidad de Huddersfield, se licenció (cum laude) en la Universidad de Leeds y realizó una maestría en Central St Martins London. En Speedo, estuvo trabajando en el puesto de Product Manager de Investigación y Desarrollo, antes de pasar a la Speedo Fastskin, ’considerada la “bala de plata” en la natación profesional y que ha contribuido a la consecución de numerosos títulos y medallas olímpicas.
La innovación de Fairhurst fue el traje Speedo Fastskin, que fue creación del equipo de I + D de Fairhurst en Speedo. Dado que las fracciones de segundo pueden determinar si un nadador gana o no, Fairhurst y su equipo se centraron en encontrar el material y el diseño adecuados para el nuevo traje Speedo. Su objetivo era encontrar un material que redujera la fricción de la piel en el agua, y Fairhurst se dio cuenta de que los animales hidrodinámicos eran particularmente interesantes. Al final, su equipo se centró en los tiburones al ver que las pequeñas crestas en su piel podían reducir la fricción que enfrentarían los nadadores.
Tras esta investigación, Fairhurst y su equipo mostrarían su investigación a Speedo, y Speedo decidió realizar un traje con material que imitaba la superficie de la piel de tiburón y con dentículos que modelaban las mismas crestas dentro de la piel de un tiburón. Fairhurst pasó un día en el Museo de Historia Natural examinando la piel de un tiburón bajo un microscopio para crear la tela Fastskin. Después de su creación, el Speedo Fastskin fue un éxito instantáneo. Se estrenó en los Juegos Olímpicos de 2000 en Sídney, donde el 83% de las medallas fueron ganadas por nadadores con este nuevo traje, y 13 de 15 récords mundiales fueron batidos por usuarios de esta prenda.
Fairhurst tenía una  preocupación en mente al crear el traje Speedo Fastskin. Su problema era la falta de trajes de baño ágiles en la competición de natación de hoy en día. Se dio cuenta de que esto era un problema debido a su trabajo dentro del equipo de I + D de Speedo. Ella se dio cuenta de que los trajes de baño actuales solo estaban hechos de materiales suaves, pero en realidad no tenían en cuenta cómo el agua interactuaba con los trajes. Al tener en cuenta su investigación sobre animales acuáticos, Fairhurst podría utilizar más investigaciones técnicas para crear un traje mejor. 
La investigación de Fairhurst todavía se utiliza en la creación de los trajes de Speedo. Otro traje, el Speedo Fastskin LZR Racer X, se inspira en gran medida en la investigación original de Fairhurst. Aunque se ha transformado en otro producto, la investigación y la innovación originales de Fairhurst siguen estando presentes. Una de las cosas principales de las que Fairhurst está más orgullosa dentro de su trabajo en Speedo fue que el fastskin dio una oportunidad más equitativa para que las mujeres participaran en deportes en los que antes no podían participar.

## Reconocimientos
En cuanto al reconocimiento público, Fairhurst fue nominada para el premio Inventora europea del año en 2009.